# Карагювендикли
Карагювяндикли (азерб. Qaragüvəndikli) или Карагювендли (азерб. Qaragüvəndli) — село и муниципалитет в Имишлинском районе Азербайджана. Расположено в 23 км. от райцентра. Население — 1385 человек.

## География
Населённый пункт расположен на левом берегу реки Аракс.
Юхары Карагювяндли и Ашагы Карагювяндли находятся к югу от посёлка Бахрамтепе Имишлинского района и к востоку от селения Ахмедли Бейлаганского района. 
Рядом с Ашагы Карагювяндли расположен канал Рассуларх.

## Название
В русской дореволюционной литературе встречаются написания «Каракевендеклу», либо «Каракювендиклы».

## История
По окончании последней русско-персидской войны, в Карагювяндикли поселились шахсевены.
В течение XIX—XX веков селение принадлежало Российской империи. Оно входило в состав Джеватского уезда Бакинской губернии. В литературе можно встретить указание, что оно было кочевым владением. В середине 1880-х годов кочевья Карагювендикли, Кадырлы и Пир Эйватлы и селение Хаджи - Бабалы (Зейнал - Абдин- беклы), были частью Каракювендиклинского сельского общества.
В августе 1930 года был образован Карадонлинский район, который позднее стал называться Имишлинским. В 1960 — 1970-х годах четыре населённых пункта (селения Юхары Карагювяндли, Ашагы Карагювяндли, посёлок при железнодорожной станции Ватага и посёлок городского типа Бир Май) относились к Бирмайскому поселковому Совету Имишлинского района.

## Население

### XIX век
По данным списков населённых мест Бакинской губернии от 1870 года, составленных по сведения камерального описания губернии с 1859 по 1864 год, здесь имелось 63 двора и 229 жителей (138 мужчин и 91 женщина), которые были шахсевенами-шиитами. Согласно сведениям 1873 года, опубликованным в изданном в 1879 году под редакцией Н. К. Зейдлица «Сборнике сведений о Кавказе», в Каракевендеклу было уже 74 двора и 454 жителя (248 мужчин и 206 женщин), также состоящих из шахсевен-шиитов. 
Из материалов посемейных списков на 1886 год следует, что все 473 жителя кочевья (259 мужчин и 214 женщин, 112 дыма) являлись «татарами»-шиитами (азербайджанцами-шиитами), а в сословном отношении «крестьяне на владельческой земле».

### XX век
В одной из статистических ведомостей, приложенной к Обзору Бакинской губернии за 1902 года и показывающей национальный состав коренного населения населённых пунктов Бакинской губернии на 1 января 1903 года, по Каракювендиклы Джеватского участка Джеватского уезда указаны 113 дымов и 772 души обоего пола (473 мужского пола и 299 женского пола), «татар»-шиитов (азербайджанцев-шиитов) по национальности. В «Кавказском календаре» на 1910 год читаем, что в селении Каракювендиклы за 1908 год было 892 жителя, преимущественно «татары» (азербайджанцы). 
По сведениям же Списка населённых мест, относящегося к Бакинской губернии и изданного Бакинским губернским статистическим комитетом в 1911 году, в селении насчитывалось 480 жителей «татарской» (азербайджанской) национальности (250 мужчин и 230 женщин; 125 дымов), из которых 476 человек — «поселяне на владельческой земле» (248 мужчин и 228 женщин; 124 дыма), ещё четверо — представители духовенства (2 мужчин и 2 женщины; 1 дым). Те же материалы сообщают, что здесь среди лиц мужского пола «грамотных на туземном языке» был только один человек.
По данным «Кавказского календаря» на 1915 год в селе Каракювендикли Джеватского уезда Бакинской губернии проживало 450 человек, в основном азербайджанцы, указанных в календаре как «татары».
Согласно результатам Азербайджанской сельскохозяйственной переписи 1921 года Каракювендеклы Джеватского (Сальянского) уезда Азербайджанской ССР населяли 477 человек (118 хозяйств). Преобладающая национальность — тюрки-азербайджанцы, а само население состояло из 255 мужчин и 222 женщин.
Согласно материалам издания «Административное деление АССР», подготовленного в 1933 году Управлением народно-хозяйственного учёта Азербайджанской ССР (АзНХУ), по состоянию на 1 января 1933 года в Ашагы-Карагювандийли (Aşaƣь-Qaragyvəndijli) было 56 хозяйств и 185 человек (96 мужчин и 89 женщин), а в Карагювандийли (Juxarь-Qaragyvəndij i [Юхары Карагювандийли]) 93 хозяйства и 371 человек (187 мужчин и 184 женщины) коренного населения (то есть приписанного к данному селу). В этих же материалах указано, что весь Нариманабадский сельсовет Карадонлинского района (Ашагы-Карагювандийли, Гаджибабалы, Гамидабад, Карагювандийли и Нариманабад) в национальном плане на 100 % состоял из тюрок (азербайджанцев).

## Видеоматериалы
- Шехиды Карагювендикли. Вторая Карабахская война